# António da Penha de França
António da Penha de França, O.A.D. (Lisboa, 6 de novembro de 1649 – São Tomé, 20 de dezembro de 1702), foi um frei agostiniano descalço e prelado português da Igreja Católica, que foi bispo de São Tomé.

## Biografia
Era natural de Lisboa, nascido em 6 de novembro de 1649, filho do Capitão João Calmon e Dona Maria de Malafaia. Era professo da Província de Portugal, leitor em teologia sacra em Lisboa e vigário-geral de sua ordem.
Foi confirmado como bispo de São Tomé pelo Papa Inocêncio XII em consistório de 5 de outubro de 1699. Recebeu a ordenação episcopal em 29 de junho de 1700, na Sé da Bahia, de Dom João Franco de Oliveira, arcebispo de São Salvador da Bahia, coadjuvado pelos padres Nicolas Paes Sarmento e João Passos da Silva.
Tomou posse da diocese na Ilha do Príncipe em 29 de julho de 1702, quando foi para Ilha de São Tomé, onde chegou em 10 de agosto do mesmo ano. Durante sua curta prelazia, enfrentou "desordens e pleitos de preferência entre os cônegos pardos e os cônegos pretos". Morreu pouco tempo depois, em 20 de dezembro de 1702.